# قلعه خرانق
قلعه خرانق مربوط به دوران‌های تاریخی پس از اسلام است و در شهرستان اردکان، بخش خرانق، روستای خرانق واقع شده و این اثر در تاریخ ۲۴ اسفند ۱۳۸۳ با شمارهٔ ثبت ۱۱۵۰۹ به‌عنوان یکی از آثار ملی ایران به ثبت رسیده است.
قدمت قلعه و برج وباروی آن، زمان ساسانیان یعنی ۱۸۰۰ سال پیش ذکر شده‌است و وسعت آن ۱/۱ هکتار می‌باشد. یکی از عجایب قلعه کوچه‌های پیچ در پیچ و هولناک آن است که برای غافلگیر کردن دزدان وراهزنان مورد استفاده قرار می‌گرفته که یکی از این کوچه‌ها به کوچهٔ گرگ معروف است.

قلعه خرانق یکی از بزرگترین قلعه‌های مسکونی روستایی استان یزد است و همانند نمایشگاهی است که غرفه‌های آن از خشت و گل ساخته شده‌است. این قلعه از آن مجموعه‌هایی است که نشانه‌های مقاومت را برای حفظ موجودیت و اصالت برای استان یزد به ارمغان آورده است. مساحت این قلعه در حدود یک و یک دهم هکتار است و اطراف قلعه حصارهایی است که آن را احاطه کرده‌است و موجب استحکام آن می‌شود. این بافت قدیمی دارای ۸۰ خانه است که بیشتر آن دو یا سه طبقه است و متناسب با توانایی اقتصادی و موقعیت اجتماعی قلعه نشینان طراحی و ساخته شده‌است. دیواره‌های قلعه از خشت و گل است و سقف آن از تیرهای چون حصیرهای الیافی، چوب و پوشال است. این خانه دارای سقف‌های گنبدی و گهواره‌ای است و دارای شش برج نگهبانی است که متصل به بدنه قلعه است. همچنین این قلعه دارای چهار دروازه به نام‌های دروازه بالا، پایین، رضا خان سرداری و خالو است و اطراف قلعه کوچه‌های باریکی است که معروفترین آن کوچه گرگ است. در خصوص نامگذاری این کوچه به نام گرگ شایان ذکر است که در گذشته موقع ورود غارتگردان به قلعه، مردم این روستا آن‌ها را به دنبال خود به این کوچه می‌کشاندند و بعد به آن‌ها حمله می‌کردند. در استان یزد حدود ۴۵ قلعه تاریخی و باستانی شناسایی و نقشه بردای شده‌است که ۲۳ مورد آن در فهرست آثار ملی کشور به ثبت رسیده است.

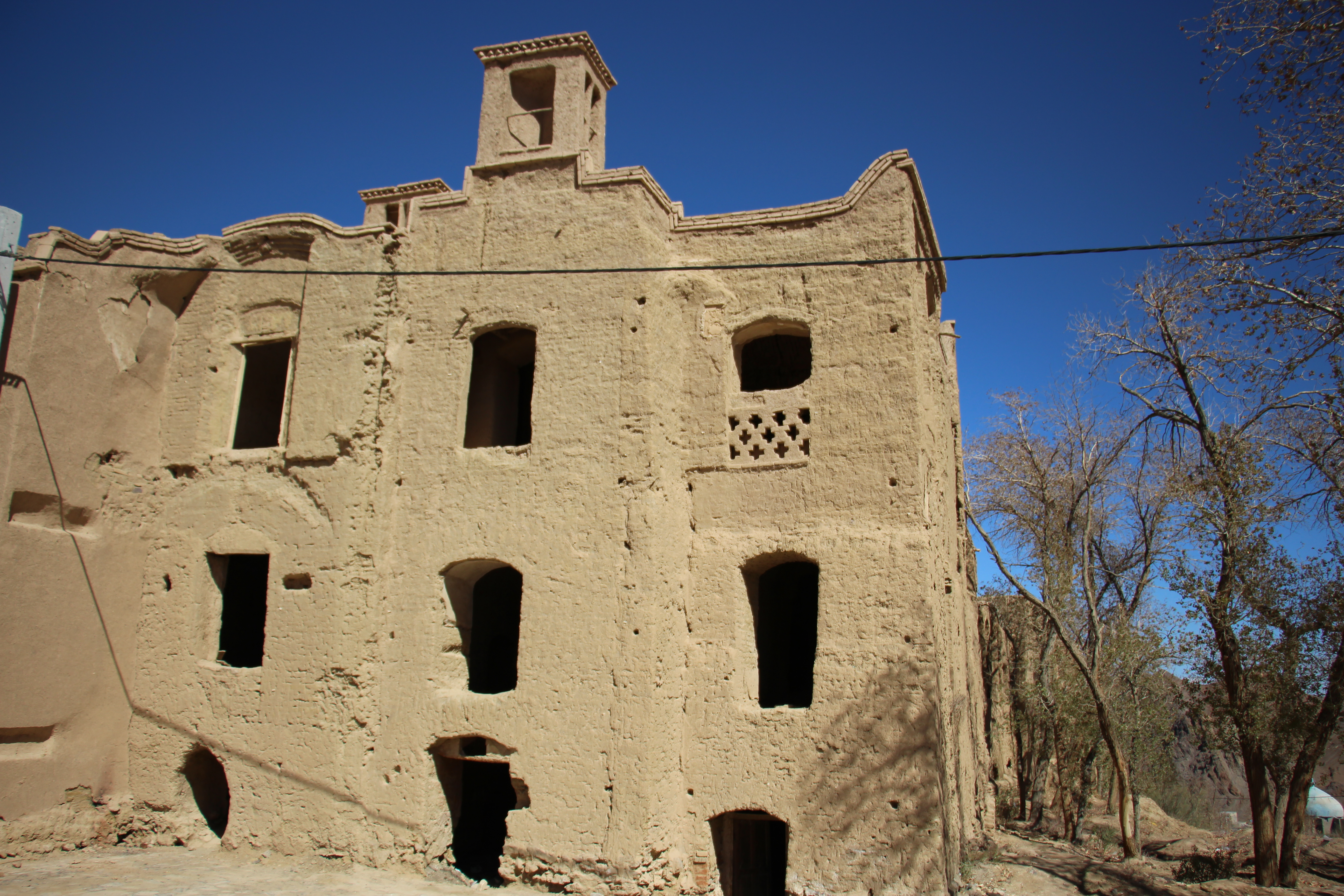
ورودی قلعه تاریخی خرانق